# Saint-Baraing
Saint-Baraing es una localidad y comuna francesa situada en la región de Franco Condado, departamento de Jura, en el distrito de Dole y cantón de Chaussin.

## Demografía
| 177 | 164 | 153 | 178 | 194 | 181 | 175 |
| Para los censos de 1962 a 1999 la población legal corresponde a la población sin duplicidades (Fuente: INSEE [Consultar]) |     |     |     |     |     |     |